# Faît des Marnes
Le Faît des Marnes est une colline située en France sur la commune d'Assigny, dans le département du Cher en région Centre-Val de Loire.
Elle culmine à 360 m d'altitude. Au sommet se trouvent des réservoirs d'eau et une station relais de radiocommunication. Elle est traversée par une ligne à haute tension de 63 kV.

## Toponymie

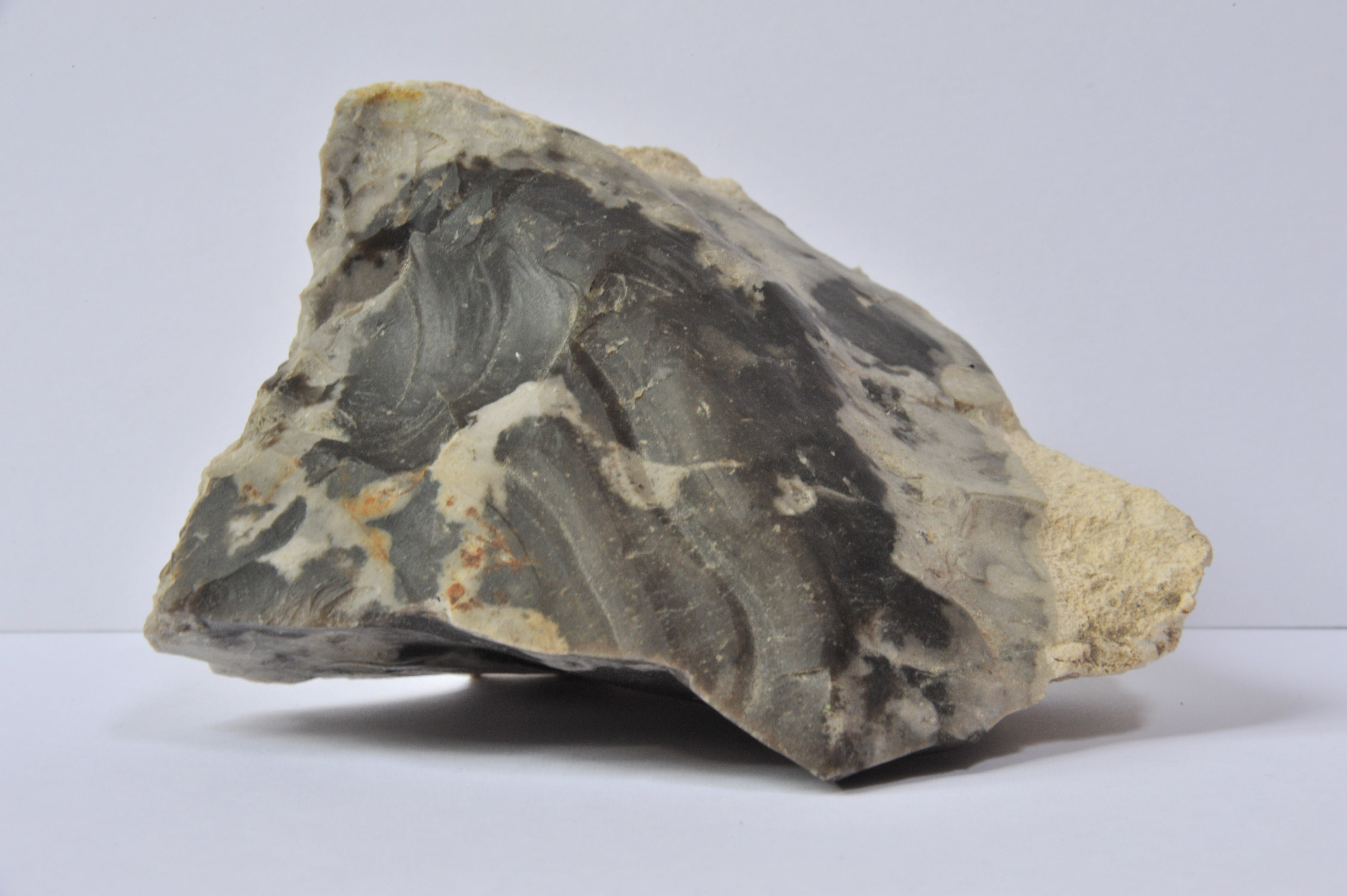
Une pierre de marne prélevée sur le Faît des Marnes.

Le nom Faît des Marnes est formé de deux parties : Faît est dérivé du latin fastigium qui en français a donné faîte qui signifie « le plus haut point, le sommet ». Marnes vient du nom de la pierre de marne trouvée en abondance sur cette colline.

## Histoire
Le 6 février 1945, le B-17 no 4337695 Lucky Lady III a atterri en catastrophe sur le Faît des Marnes en revenant d'un bombardement sur Chemnitz. C'était le seul endroit où un tel atterrissage était possible, sans arbres ni habitations.

## Accès
Le Faît des Marnes est accessible par trois chemins, un au sud qui rejoint la D152 et deux autres à l'est : l'un rejoint le hameau de la Viève et l'autre la route de la Viève. Une route goudronnée, les Gletons de la Pyramide, arrive par le nord depuis le hameau des Marnes.

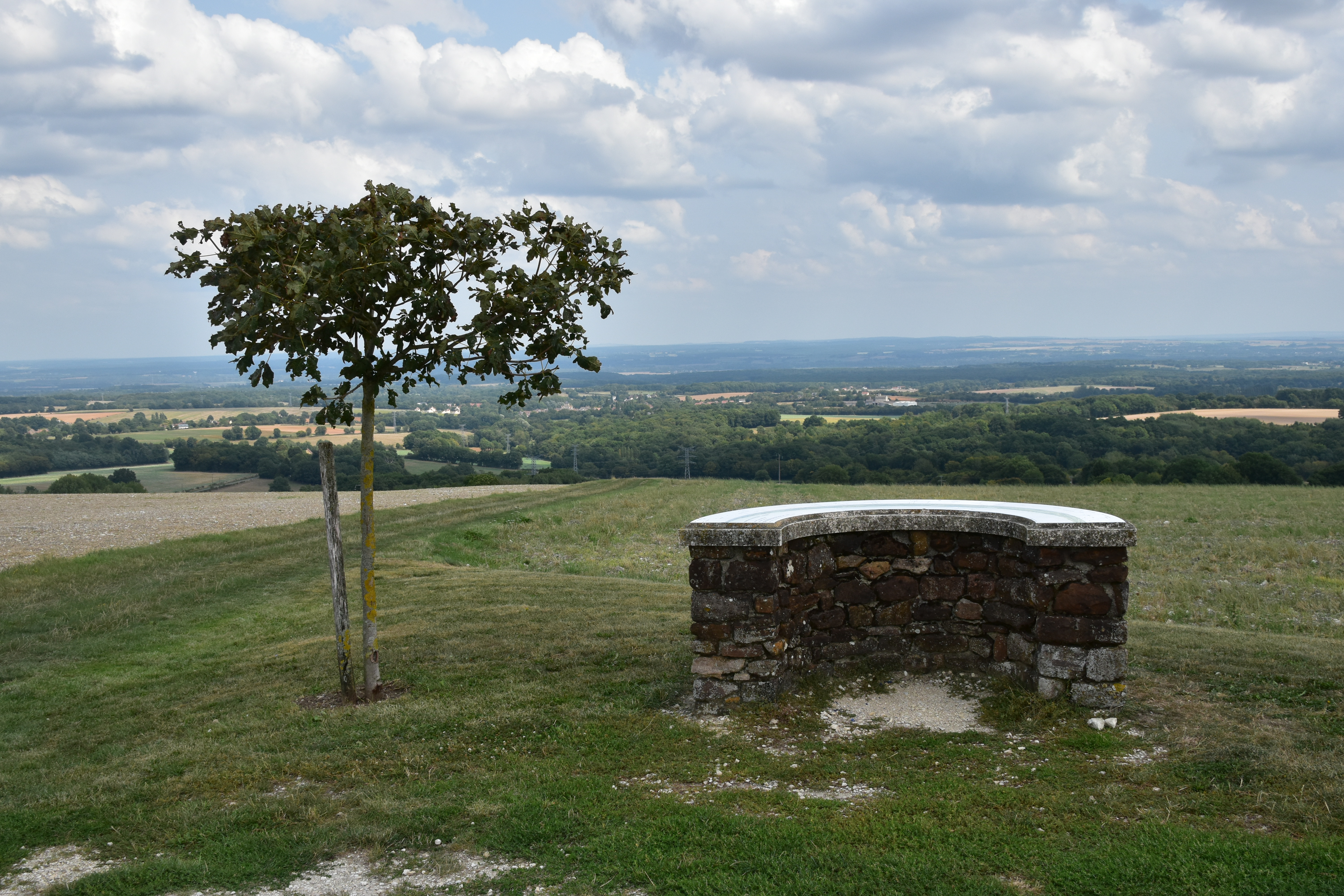
La table d’orientation au sommet.
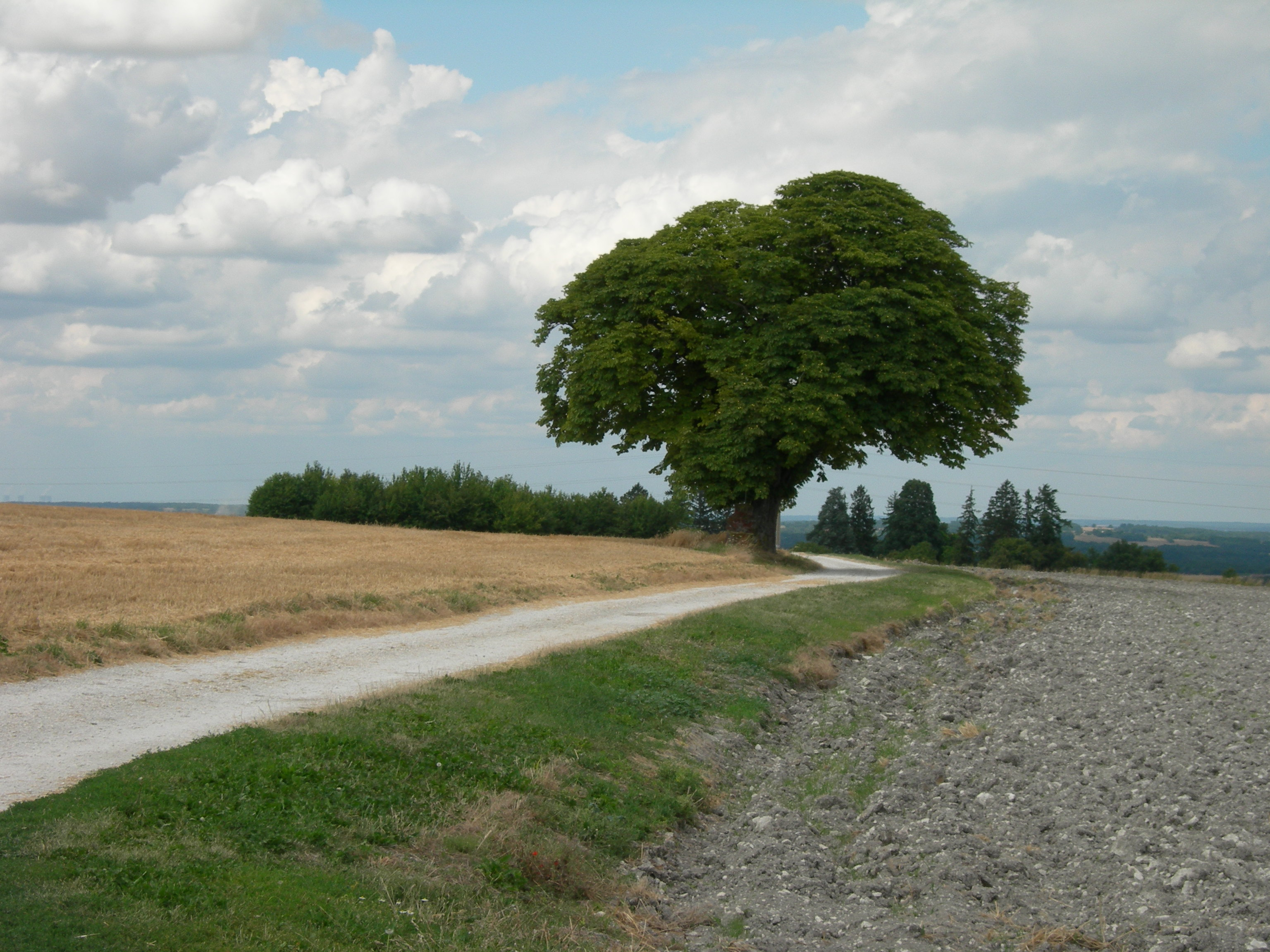
Un arbre isolé près du sommet de la colline.
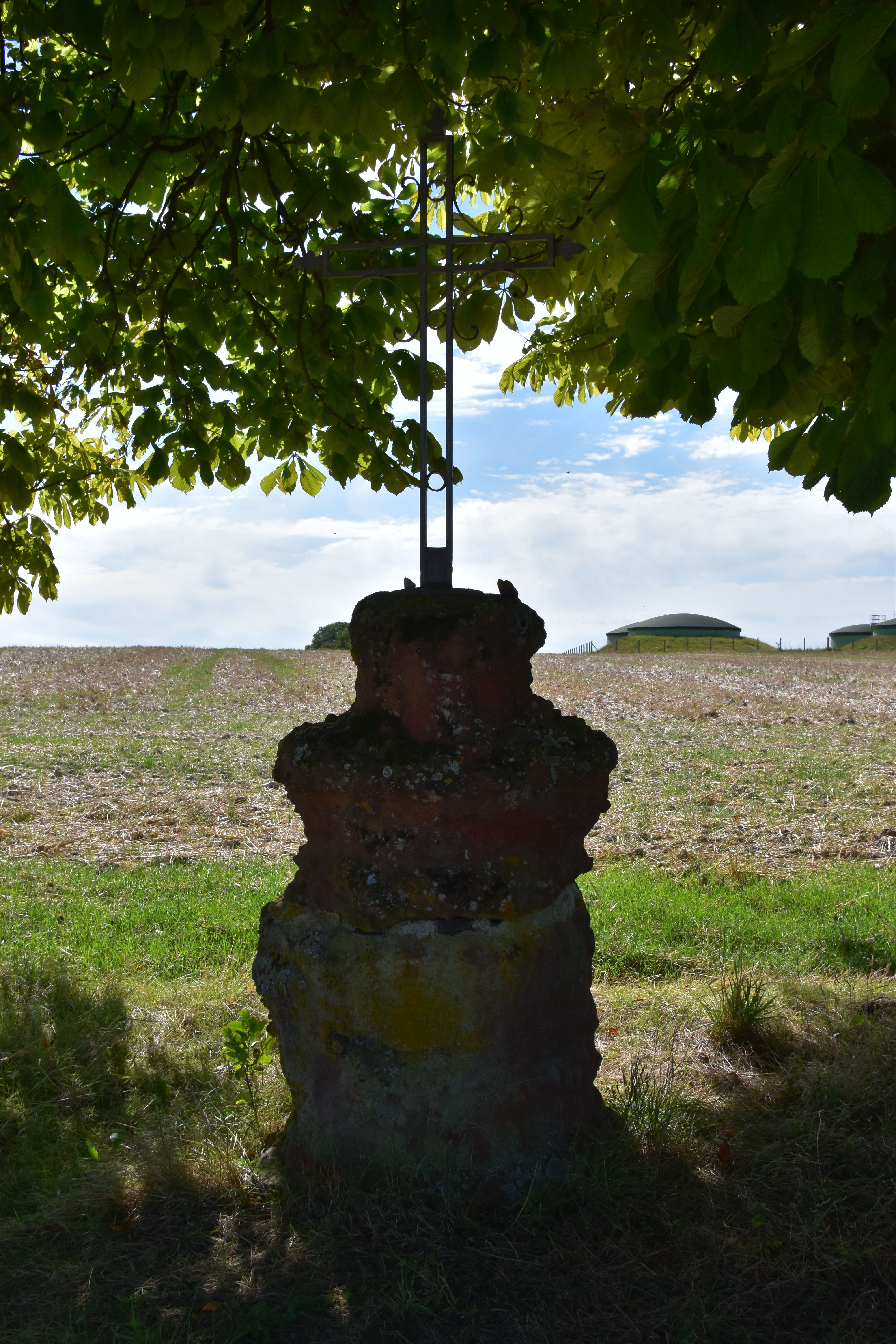
Une croix sous un marronnier au sommet.
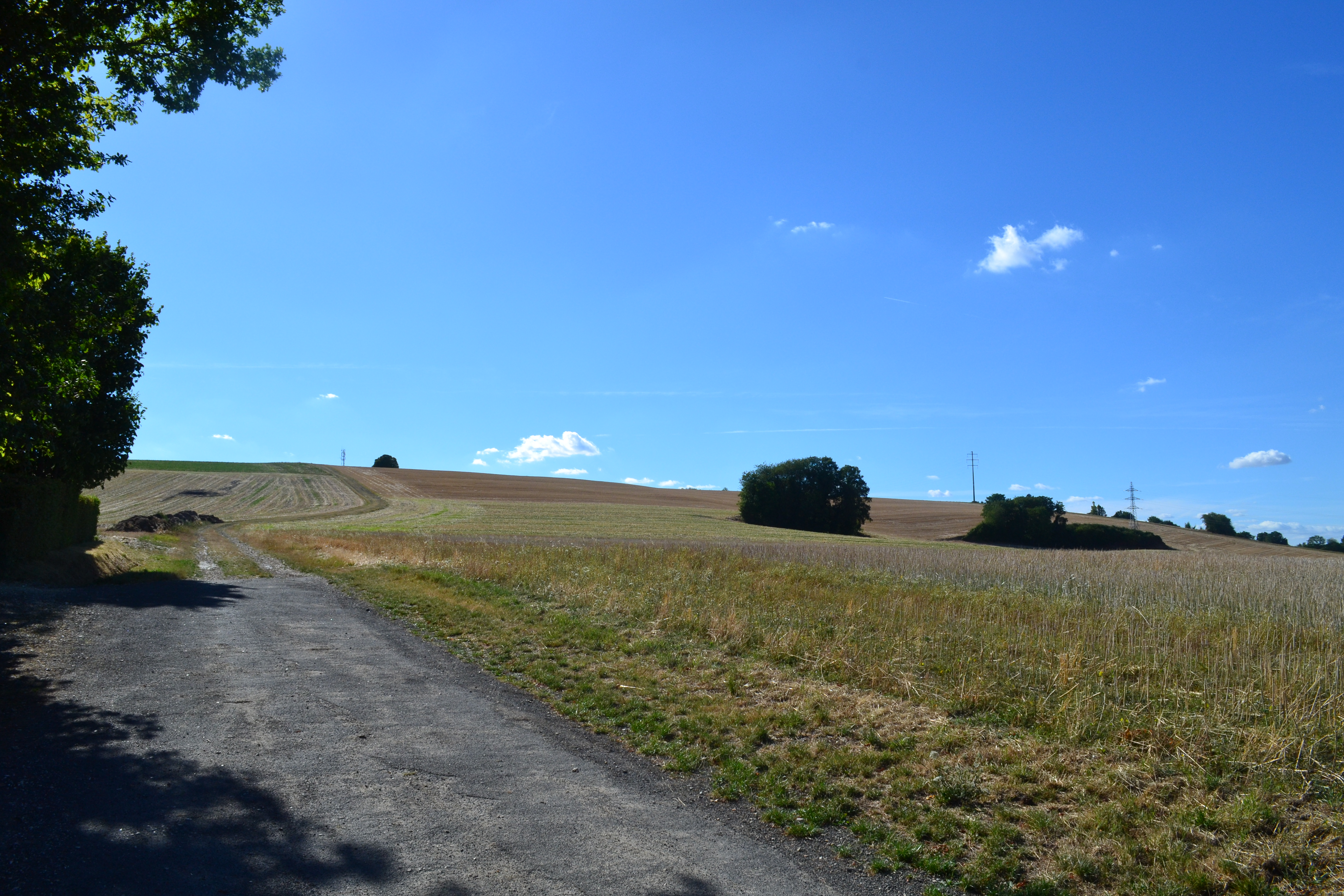
Un des chemins d'accès.